# Алекс Сандерс
Алекс Сандерс (англ. Alex Sanders; настоящее имя англ. Scott Alexander Boisvert; 7 марта 1966, Рочестер, Мичиган, США) — американский актёр, режиссёр, продюсер и сценарист порнофильмов.

## Биография
Родился и жил до совершеннолетия в штате Мичиган. В 1984 году поступил на контрактную службу в армию. Провёл в её рядах два года.
В 1988 году переехал в Лос-Анджелес в надежде получить музыкальное образование и стать рок-музыкантом. Устроился монтажником на одну из съёмочных площадок. Так как заработки были скромные, в 1991 году по совету подруги решил попробовать себя в качестве порноактёра.
Начиная с этого времени целиком ушёл в порноиндустрию, где, не прекращая актёрской карьеры, смог также стать режиссёром и продюсером. Продолжает активно работать в этой сфере деятельности и на сегодняшний день.
В 2003 году женился на порноактрисе Phyllisha Anne.
По данным на 2013 год Алекс Сандерс снялся в 2031 порнофильме и срежиссировал 113.

## Награды
- 1994 XRCO Award — Woodsman of the Year[4]
- 1995 AVN Award — Лучшая сцена группового секса, видео — Pussyman[5]
- 1996 AVN Award — Лучший актёр второго плана, видео — Dear Diary[6]
- 1997 AVN Award — Лучшая сцена группового секса, видео — Buttman’s Bend Over Babes 4 (American Tushy)[7]
- 2003 Зал славы AVN[8]
- 2009 AVN Award — Лучшая сцена группового секса — Icon[9]